# Sport Club Fortuna Köln 2017-2018
Questa voce raccoglie le informazioni riguardanti lo Sport Club Fortuna Köln nelle competizioni ufficiali della stagione 2017-2018.

## Stagione
Nella stagione 2017-2018 il Fortuna Colonia, allenato da Uwe Koschinat, concluse il campionato di 3. Liga all'8º posto.

## Rosa
| N. |                      | Ruolo | Calciatore          |
| -- | -------------------- | ----- | ------------------- |
| 1  | Germania (bandiera)  | P     | Tim Boss            |
| 2  | Germania (bandiera)  | D     | Dominik Ernst       |
| 3  | Germania (bandiera)  | D     | Bernard Kyere       |
| 4  | Mozambico (bandiera) | D     | Boné Uaferro        |
| 5  | Germania (bandiera)  | C     | Markus Pazurek      |
| 6  | Turchia (bandiera)   | C     | Okan Kurt           |
| 7  | Germania (bandiera)  | C     | Michael Kessel      |
| 8  | Germania (bandiera)  | A     | Maurice Exslager    |
| 9  | Germania (bandiera)  | A     | Daniel Keita-Ruel   |
| 10 | Germania (bandiera)  | C     | Maik Kegel          |
| 11 | Germania (bandiera)  | A     | Amir Falahen        |
| 12 | Germania (bandiera)  | D     | Luca Hardenbicker   |
| 14 | Germania (bandiera)  | D     | Cimo Röcker         |
| 15 | Germania (bandiera)  | C     | Christopher Theisen |
| 17 | Germania (bandiera)  | D     | Alem Koljić         |

| N. |                      | Ruolo | Calciatore            |
| -- | -------------------- | ----- | --------------------- |
| 18 | Germania (bandiera)  | A     | Thomas Bröker         |
| 19 | Germania (bandiera)  | D     | Aaron Eichhorn        |
| 20 | Germania (bandiera)  | C     | Robin Scheu           |
| 21 | Germania (bandiera)  | P     | Jannik Bruhns         |
| 22 | Germania (bandiera)  | D     | Christoph Menz        |
| 23 | Germania (bandiera)  | D     | Moritz Fritz          |
| 28 | Germania (bandiera)  | C     | Lars Bender           |
| 29 | Germania (bandiera)  | C     | Ali Ceylan            |
| 30 | Tunisia (bandiera)   | C     | Hamdi Dahmani         |
| 31 | Germania (bandiera)  | C     | Nico Brandenburger    |
| 32 | Germania (bandiera)  | C     | Nils-Simon Remagen    |
| 33 | Germania (bandiera)  | P     | André Poggenborg      |
| 34 | Danimarca (bandiera) | C     | Kristoffer Andersen   |
| 37 | Germania (bandiera)  | A     | Manuel Farrona-Pulido |
| 38 | Germania (bandiera)  | A     | Kai Burger            |

## Organigramma societario
Area tecnica
- Allenatore: Uwe Koschinat
- Allenatore in seconda: André Filipovic
- Preparatore dei portieri: André Poggenborg
- Preparatori atletici: André Filipovic, Christian Osebold

## Calciomercato

### Sessione estiva
| Acquisti | Acquisti              | Acquisti               | Acquisti |
| R.       | Nome                  | da                     | Modalità |
| -------- | --------------------- | ---------------------- | -------- |
| D        | Aaron Eichhorn        | Colonia II             |          |
| C        | Nico Brandenburger    | Borussia M'gladbach II |          |
| P        | Jannik Bruhns         | Colonia U19            |          |
| C        | Ali Ceylan            | Fortuna Colonia U19    |          |
| D        | Dominik Ernst         | Alemannia Aquisgrana   |          |
| A        | Manuel Farrona-Pulido | Magdeburgo             |          |
| D        | Moritz Fritz          | Borussia Dortmund II   |          |
| A        | Daniel Keita-Ruel     | Wattenscheid 09        |          |
| C        | Robin Scheu           | Kickers Offenbach      |          |

| Cessioni | Cessioni         | Cessioni             | Cessioni |
| R.       | Nome             | a                    | Modalità |
| -------- | ---------------- | -------------------- | -------- |
| A        | Johannes Rahn    | Elversberg           |          |
| A        | Serhat Koruk     | Sancaktepe           |          |
| C        | Kai Bösing       | Alemannia Aquisgrana |          |
| A        | Marc Brašnić     | Bayer Leverkusen II  |          |
| C        | Cauly            | Duisburg             |          |
| D        | Daniel Flottmann | Rödinghausen         |          |
| D        | Jannik Schneider | F. Düsseldorf II     |          |
| C        | Jannik Stoffels  | Bonner               |          |

### Sessione invernale
| Acquisti | Acquisti       | Acquisti        | Acquisti |
| R.       | Nome           | da              | Modalità |
| -------- | -------------- | --------------- | -------- |
| A        | Thomas Bröker  | Duisburg        |          |
| D        | Christoph Menz | Rot-Weiß Erfurt |          |

| Cessioni | Cessioni       | Cessioni      | Cessioni |
| R.       | Nome           | a             | Modalità |
| -------- | -------------- | ------------- | -------- |
| D        | Cédric Mimbala | Hessen Kassel |          |

## Risultati

### 3. Liga

#### Girone di andata
| Arbitro: | Cortus |

|                  |           |  |
| Geyer 68’ (aut.) | Marcatori |  |

| Arbitro: | Petersen |

|  |           |                  |
|  | Marcatori | 46’, 55’ Dahmani |

| Arbitro: | Schwermer |

|                                          |           |  |
| Farrona-Pulido 42’ Scheu 48’ Pazurek 70’ | Marcatori |  |

| Arbitro: | Müller |

|                       |           |                         |
| Schimmer 67’ Hain 69’ | Marcatori | 45’ Keita-Ruel 65’ Kurt |

| Arbitro: | Osmanagic |

|                                                 |           |  |
| Bülow 11’ (aut.) Kyere 33’ Scheu 50’ Bender 89’ | Marcatori |  |

| Arbitro: | Müller |

|                     |           |                |
| Ruprecht 90’ (rig.) | Marcatori | 56’ Keita-Ruel |

| Arbitro: | Bokop |

|            |           |                                  |
| Manneh 32’ | Marcatori | 17’ Keita-Ruel 81’ Brandenburger |

| Arbitro: | Mix |

|                   |           |          |
| Brandenburger 10’ | Marcatori | 5’ Helwe |

| Arbitro: | Schütz |

|           |           |                                |
| Frahn 50’ | Marcatori | 28’ Dahmani 53’ Farrona-Pulido |

| Arbitro: | Kornblum |

|  |           |                                   |
|  | Marcatori | 44’ Piossek 49’ Dej 83’ Ghaddioui |

| Arbitro: | Müller |

|            |           |                                         |
| Röttger 6’ | Marcatori | 20’ Dahmani 54’ (aut.) Leist 87’ Bender |

| Arbitro: | Osmanagic |

|                            |           |  |
| Keita-Ruel 74’ Dahmani 87’ | Marcatori |  |

| Arbitro: | Zorn |

|                    |           |  |
| Leugers 48’ (rig.) | Marcatori |  |

| Arbitro: | Sather |

|                                   |           |           |
| Keita-Ruel 54’ Pazurek 57’ (rig.) | Marcatori | 2’ Königs |

| Arbitro: | Brütting |

|                       |           |                |
| Kobylański 15’ (rig.) | Marcatori | 39’ Keita-Ruel |

| Arbitro: | Steinhaus-Webb |

|                       |           |                        |
| Keita-Ruel 43’ (rig.) | Marcatori | 16’ Niemeyer 64’ Düker |

| Arbitro: | Müller |

|                                                |           |                            |
| Hilßner 21’, 62’, 77’ Benyamina 28’ Alibaz 65’ | Marcatori | 1’ Kessel 12’, 73’ Dahmani |

| Arbitro: | Skorczyk |

|           |           |            |
| Scheu 36’ | Marcatori | 89’ Eisele |

| Arbitro: | Steinhaus-Webb |

|                                           |           |                   |
| Zolinski 28’ Wassey 44’ (rig.) Srbeny 54’ | Marcatori | 30’ (aut.) Boeder |

#### Girone di ritorno
| Arbitro: | Schwermer |

|           |           |                |
| Morys 13’ | Marcatori | 89’ Keita-Ruel |

| Arbitro: | Müller |

|                   |           |  |
| Brandenburger 60’ | Marcatori |  |

| Arbitro: | Thomsen |

|                             |           |                          |
| Danneberg 42’ Reimerink 75’ | Marcatori | 1’ Dahmani 9’ Keita-Ruel |

| Colonia 3 febbraio 2018, ore 14:00 CET 23ª giornata | Fortuna Colonia | 0 – 0 referto | Unterhaching | Südstadion (1 904 spett.)\| Arbitro: \| Petersen \| |
| Arbitro:                                            | Petersen        |               |              |                                                     |

| Arbitro: | Aarnink |

|                |           |  |
| Schleusener 6’ | Marcatori |  |

| Arbitro: | Bacher |

|                |           |  |
| Keita-Ruel 56’ | Marcatori |  |

| Arbitro: | Wollenweber |

|                                |           |           |
| Dahmani 10’ Farrona-Pulido 22’ | Marcatori | 7’ Jensen |

| Arbitro: | Petersen |

|  |           |                                           |
|  | Marcatori | 21’ Keita-Ruel 55’ Brandenburger 76’ Menz |

| Arbitro: | Bokop |

|                             |           |  |
| Keita-Ruel 1’, 17’ Kurt 31’ | Marcatori |  |

| Arbitro: | Zorn |

|  |           |                          |
|  | Marcatori | 39’ Ernst 75’ Keita-Ruel |

| Arbitro: | Schütz |

|           |           |                                |
| Kegel 31’ | Marcatori | 3’ Fountas 43’ Gyau 90’ Hägele |

| Arbitro: | Müller |

|                     |           |             |
| Uzan 64’ Crnkić 67’ | Marcatori | 90’ Falahen |

| Arbitro: | Schmidt |

|  |           |                        |
|  | Marcatori | 27’ Girth 82’ Tankulić |

| Arbitro: | Müller |

|             |           |  |
| Neumann 74’ | Marcatori |  |

| Arbitro: | Günsch |

|                             |           |                                             |
| Menig 47’ (aut.) Bender 84’ | Marcatori | 17’ Schweers 36’, 65’ Grimaldi 56’ Hoffmann |

| Arbitro: | Ittrich |

|                               |           |  |
| Türpitz 5’ (rig.) Hammann 33’ | Marcatori |  |

| Colonia 28 aprile 2018, ore 14:00 CEST 36ª giornata | Fortuna Colonia | 0 – 0 referto | Hansa Rostock | Südstadion (3 598 spett.)\| Arbitro: \| Börner \| |
| Arbitro:                                            | Börner          |               |               |                                                   |

| Arbitro: | Wollenweber |

|           |           |  |
| König 45’ | Marcatori |  |

| Arbitro: | Hussein |

|                            |           |                                             |
| Keita-Ruel 37’ Dahmani 60’ | Marcatori | 25’, 72’, 87’ (rig.) Ritter 63’ Antwi-Adjei |

## Statistiche

### Statistiche di squadra
| Competizione | Punti | In casa | In casa | In casa | In casa | In casa | In casa | In trasferta | In trasferta | In trasferta | In trasferta | In trasferta | In trasferta | Totale | Totale | Totale | Totale | Totale | Totale | DR |
| Competizione | Punti | G       | V       | N       | P       | Gf      | Gs      | G            | V            | N            | P            | Gf           | Gs           | G      | V      | N      | P      | Gf     | Gs     | DR |
| ------------ | ----- | ------- | ------- | ------- | ------- | ------- | ------- | ------------ | ------------ | ------------ | ------------ | ------------ | ------------ | ------ | ------ | ------ | ------ | ------ | ------ | -- |
| 3. Liga      | 54    | 19      | 9       | 4       | 6       | 27      | 22      | 19           | 6            | 5            | 8            | 26           | 26           | 38     | 15     | 9      | 14     | 53     | 48     | +5 |
| Totale       | 54    | 19      | 9       | 4       | 6       | 27      | 22      | 19           | 6            | 5            | 8            | 26           | 26           | 38     | 15     | 9      | 14     | 53     | 48     | +5 |

### Andamento in campionato
| Giornata  | 1 | 2 | 3 | 4 | 5 | 6 | 7 | 8 | 9 | 10 | 11 | 12 | 13 | 14 | 15 | 16 | 17 | 18 | 19 | 20 | 21 | 22 | 23 | 24 | 25 | 26 | 27 | 28 | 29 | 30 | 31 | 32 | 33 | 34 | 35 | 36 | 37 | 38 |
| --------- | - | - | - | - | - | - | - | - | - | -- | -- | -- | -- | -- | -- | -- | -- | -- | -- | -- | -- | -- | -- | -- | -- | -- | -- | -- | -- | -- | -- | -- | -- | -- | -- | -- | -- | -- |
| Luogo     | C | T | C | T | C | T | T | C | T | C  | T  | C  | T  | C  | T  | C  | T  | C  | T  | T  | C  | T  | C  | T  | C  | C  | T  | C  | T  | C  | T  | C  | T  | C  | T  | C  | T  | C  |
| Risultato | V | V | V | N | V | N | V | N | V | P  | V  | V  | P  | V  | N  | P  | P  | N  | P  | N  | V  | N  | N  | P  | V  | V  | V  | V  | V  | P  | P  | P  | P  | P  | P  | N  | P  | P  |
| Posizione | 4 | 2 | 1 | 2 | 1 | 3 | 3 | 2 | 2 | 3  | 3  | 3  | 3  | 2  | 2  | 3  | 4  | 4  | 5  | 6  | 4  | 5  | 5  | 6  | 6  | 6  | 6  | 5  | 5  | 5  | 5  | 5  | 5  | 5  | 7  | 8  | 8  | 8  |

Legenda:

Luogo: C = Casa; T = Trasferta. Risultato: V = Vittoria; N = Pareggio; P = Sconfitta.

### Statistiche dei giocatori
| K. Andersen       | 5  | 0  | 0  | 0 |
| L. Bender         | 27 | 3  | 2  | 0 |
| T. Boss           | 37 | 0  | 4  | 0 |
| N. Brandenburger  | 35 | 4  | 9  | 0 |
| J. Bruhns         | 1  | 0  | 0  | 0 |
| T. Bröker         | 12 | 0  | 0  | 0 |
| K. Burger         | 1  | 0  | 0  | 0 |
| A. Ceylan         | 10 | 0  | 0  | 0 |
| H. Dahmani        | 37 | 10 | 5  | 0 |
| A. Eichhorn       | 1  | 0  | 0  | 0 |
| D. Ernst          | 33 | 1  | 9  | 2 |
| M. Exslager       | 0  | 0  | 0  | 0 |
| A. Falahen        | 15 | 1  | 2  | 0 |
| M. Farrona-Pulido | 26 | 3  | 5  | 0 |
| M. Fritz          | 14 | 0  | 5  | 0 |
| L. Hardenbicker   | 0  | 0  | 0  | 0 |
| M. Kegel          | 34 | 1  | 9  | 0 |
| D. Keita-Ruel     | 37 | 15 | 3  | 0 |
| M. Kessel         | 24 | 1  | 6  | 0 |
| A. Koljić         | 2  | 0  | 1  | 0 |
| O. Kurt           | 30 | 2  | 4  | 0 |
| B. Kyere          | 26 | 1  | 9  | 1 |
| C. Menz           | 15 | 1  | 3  | 0 |
| C. Mimbala        | 13 | 0  | 2  | 0 |
| M. Pazurek        | 33 | 2  | 5  | 1 |
| A. Poggenborg     | 0  | 0  | 0  | 0 |
| N. Remagen        | 0  | 0  | 0  | 0 |
| C. Röcker         | 6  | 0  | 1  | 0 |
| R. Scheu          | 31 | 3  | 10 | 0 |
| C. Theisen        | 13 | 0  | 0  | 0 |
| B. Uaferro        | 7  | 0  | 0  | 0 |